# Zygós (ort i Grekland, Joniska öarna)
Zygós (Zygos) är en ort i Grekland.   Den ligger i prefekturen Nomós Kerkýras och regionen Joniska öarna, i den västra delen av landet, 400 km nordväst om huvudstaden Aten. Zygós ligger 363 meter över havet och antalet invånare är 207. Den ligger på ön Korfu.
Terrängen runt Zygós är huvudsakligen kuperad, men söderut är den platt. En vik av havet är nära Zygós åt sydost. Närmaste större samhälle är Korfu, 15,4 km sydost om Zygós. 